# Yakup Gör
Yakup Gör (né le 10 novembre 1988 à Erzurum) est un lutteur libre turc.

## Palmarès

### Championnats du monde
- Médaille d'argent dans la catégorie des moins de 70 kg en 2014 à Tachkent
- Médaille de bronze dans la catégorie des moins de 70 kg en 2015 à Las Vegas

### Championnats d'Europe
- Médaille d'argent dans la catégorie des moins de 66 kg en 2013 à Tbilissi
- Médaille de bronze dans la catégorie des moins de 70 kg en 2014 à Vantaa

### Jeux européens
- Médaille de bronze dans la catégorie des moins de 70 kg en 2015 à Bakou